# 성주중학교 (경북)
성주중학교(星州中學校)는 대한민국 경상북도 성주군 성주읍 예산리에 위치한 공립 중학교이다.

## 학교 연혁
- 1946년 9월 1일 : 성주 공립 초급 중학교 설립인가
- 1946년 10월 26일 : 개교식 거행
- 1948년 9월 11일 : 성주농업중학교로 변경인가
- 1950년 4월 1일 : 성주농업중학교로 개칭 (6년제 남녀 공학)
- 1951년 9월 1일 : 학제변경으로 성주중학교로 개칭(중고 분리)
- 1959년 11월 25일 : 현 위치로 옮김 (성주읍 예산리 640번지)
- 1996년 3월 1일 : 성광중학교와 통합 (5학급→9학급)
- 2009년 7월 8일 : 사교육 없는 학교 지정
- 2016년 12월 31일 : 경상북도 명품학교 운영
- 2017년 3월 1일 : 가천분교장 편입
- 2019년 12월 31일 : 두드림학교 운영
- 2020년 12월 31일 : 경북미래학교 운영
- 2024년 1월 4일 : 제79회 졸업식(81명) 총 졸업생 12,767명
- 2024년 3월 4일 : 제31대 권오웅 교장 취임
- 2024년 3월 4일 : 제82회 입학식(신입생 56명)

## 참고 자료
- 성주중학교 - 한국교육학술정보원 학교알리미